# Jean-Pierre Tirouflet
 (juillet 2008).
Si vous disposez d'ouvrages ou d'articles de référence ou si vous connaissez des sites web de qualité traitant du thème abordé ici, merci de compléter l'article en donnant les références utiles à sa vérifiabilité et en les liant à la section « Notes et références ».
Jean-Pierre Tirouflet, né le 14 octobre 1950 à Boulogne-Billancourt est un homme d'affaires, qui fut président de Rhodia. La communication de cette entreprise sur ses comptes, pendant sa présidence, a fait l'objet de mises en cause judiciaires.

## Carrière
Né en 1950, il est le fils de Jacques Tirouflet, vice-président du Conseil général de la Sarthe.
Diplômé de Sciences-Po et de l’ENA (promotion Guernica), il commence une carrière administrative avant d’entrer, en 1983, à la direction financière du Groupe Rhône-Poulenc, qu’il dirige pendant une dizaine d’années. Il introduit à cette occasion un certain nombre de montages financiers complexes, que les milieux financiers de l’époque finissent par désigner par le terme ambigu de « tiroufletteries ».
En 1998, il prend la présidence de Rhodia, avec le soutien de Jean-René Fourtou. Ce dernier a en effet décidé avec Jurgen Dormann (président de Hoechst de fusionner les secteurs dits des sciences de la vie des deux groupes  Rhône-Poulenc et Hoechst pour créer Aventis en 1999, et décide de ce fait de mettre sur le marché la branche chimie afin qu'Aventis soit vis-à-vis des marchés un « pure player ». Après des acquisitions importantes ( Allbright et Wilson puis Chirex) , Rhodia de ce fait fortement endetté est rapidement en difficulté lors du retournement de cycle de la chimie et des actionnaires minoritaires demandent la démission de Jean-Pierre Tirouflet mais ils sont désavoués à l'AG.

## Affaire Rhodia
La fronde est menée par le financier Hugues de Lasteyrie associé avec le groupe Bruxelles Lambert (Albert Frère), le financier Edouard Stern et par l’Association des actionnaires minoritaires (Adam), présidée par Colette Neuville. Ils reprochent à Aventis, qui reste le principal actionnaire de Rhodia, d’avoir géré l’entreprise pour son seul intérêt : Aventis aurait conservé les activités rentables, tandis que Rhodia aurait repris les sites chimiques pollués et la gestion des retraites de plus de 13 000 ex-salariés de Rhône-Poulenc. Selon les minoritaires, Jean-Pierre Tirouflet aurait produit de l’information financière trompeuse, ce qu’un rapport de l’Autorité des marchés financiers de mars 2005 semble confirmer.
En octobre 2003, Jean-Pierre Tirouflet démissionne. En 2004, Rhodia affiche une perte de 626 millions d’euros. En mars 2004, il touche une indemnité de départ se montant à 2,1 millions d’euros. En mars 2005, une retraite chapeau de l’ordre de 5,3 millions d’euros lui est allouée. 

### Suites judiciaires
Les juges financiers Henri Pons et Jean-Marie d'Huy sont saisis à partir d’octobre 2004 d'une enquête visant le groupe Rhodia pour « présentation de comptes inexacts, diffusion d'informations fausses et mensongères sur la situation d'un émetteur coté sur un marché réglementé ». Cette enquête fait suite à des plaintes déposées en 2003 par le banquier Edouard Stern - assassiné en février 2005 à Genève - et en août 2004 par le financier Hughes de Lasteyrie - décédé d'un infarctus en juillet 2007.
En juin 2007, l’Autorité des Marchés a infligé 750 000 euros d'amende à Rhodia et 500 000 euros à Jean-Pierre Tirouflet pour communication financière « inexacte, imprécise et trompeuse » entre 2001 et 2003.
Le 27 juin 2008, à l’issue de deux jours de garde à vue, Jean-Pierre Tirouflet est mis en examen par les juges Pons et d'Huy. Il est accusé de « diffusion d'informations fausses ou mensongères sur la situation d'un émetteur coté sur un marché réglementé, délit d'initié et recel de délit d'initié ».